# Nu-Mixx Klazzics
A Nu-Mixx Klazzics az amerikai rapper 2Pac 2003-ban megjelent remixalbuma, a Death Row Records kiadó gondozásában. Az album az All Eyez on Me néhány dalának újrakevert változatát tartalmazza, olyan előadók új vokáljaival, mint Aaron Hall, K-Ci and JoJo és az Outlawz. A kritikusoktól negatív értékeléseket kapott. A remixeket sokan kritizálták, mivel úgy gondolták, a kiadásuk oka nem más, minthogy a Death Row újabb bevételekhez jusson. Az albumról egy kislemez, vagy videóklip sem jelent meg. Összesen 700.000 darabot adtak el belőle.

## A dalok listája
|     | Cím                                                         | Hossz |
| --- | ----------------------------------------------------------- | ----- |
| 1.  | 2 of Amerikaz Most Wanted (featuring Crooked I)             | 3:53  |
| 2.  | How Do You Want It (featuring K-Ci and JoJo)                | 5:02  |
| 3.  | Hail Mary (featuring Outlawz)                               | 5:20  |
| 4.  | Life Goes On                                                | 4:58  |
| 5.  | All Eyez on Me (featuring Big Syke)                         | 4:51  |
| 6.  | Heartz of Men                                               | 4:38  |
| 7.  | Toss It Up (featuring Danny Boy, Aaron Hall, K-Ci and JoJo) | 4:49  |
| 8.  | Hit 'Em Up (featuring Outlawz)                              | 4:16  |
| 9.  | Never Had a Friend Like Me                                  | 4:06  |
| 10. | Ambitionz Az a Ridah                                        | 4:21  |

## Lista helyezések
| Kritikák       | Kritikák  |
| Forrás         | Értékelés |
| -------------- | --------- |
| AllMusic       | 1.5/5     |
| RapReviews.com | link      |

Album
| Albumlista                                | Legjobb helyezés |
| ----------------------------------------- | ---------------- |
| U.S. Billboard 200                        | 15               |
| U.S. Billboard Top R&B/Hip Hop Albumlista | 5                |
| U.S. Billboard Top Független albumlista   | 2                |

## Közreműködők
- Tupac Shakur - Vezető előadó
- Suge Knight - Ügyvezető producer
- Carl "Butch" Small - Dobok, termelési igazgató
- Danny "O.M.B." Devoux - Basszusgitár, gitár
- Ken Nahoum - Fényképész
- Tom Daugherty - Hangmérnök, keverőmérnök, keverés
- Mike Bozzi - Maszteriazálás
- Tracy Hardin - Vokálok, háttérvokálok
- Matt "Party Man" Woodlief - Mérnökasszisztens
- Darren Vegas - Dobok, szervezés, billentyűsök
- Tha Row Hitters - Producer, keverés
- Josh "Kash" Andrews - Dobok, billentyűsök, szervezés
- Soren Baker - Belső jegyzet
- Michael Blade - Fuvola
- Brian Gardner - Maszteriazálás